# مندوكة مخربة
مندوكة مخربة (الاسم العلمي: Manduca afflicta) هي نوع من الحشرات تتبع جنس المندوكة من فصيلة عثث أبو الهول.